# Pierre van Paassen
Pierre van Paassen (* 7. Februar 1895 in Gorinchem; † 8. Januar 1968 in New York City) wurde als Pieter Anthonie Laurusse Van Paassen geboren. Er war ein Journalist, Schriftsteller und unitarischer Pfarrer.

## Leben und Wirken
Im Jahr 1914 wanderte van Paassen mit seinen Eltern nach Kanada aus. Nach Beginn des Priesterseminars diente er als Missionar für ruthenische Immigranten im Umland von Alberta, wo er bei der medizinischen Betreuung aushalf. 1917 verließ er die theologische Schule, um in der Kanadischen Armee im Ersten Weltkrieg in Frankreich als Grenadier und Pionier zu dienen.
1921 wurde er Journalist für die Zeitung Toronto Globe; ein Jahr später zog er in die Vereinigten Staaten und schrieb als freier Mitarbeiter für die Atlanta Journal Constitution. Von 1924 bis 1931 arbeitete Van Paassen als Auslandskorrespondent und Kolumnist für die New York Evening World in Paris. Nachdem diese Zeitung eingestellt worden war, arbeitete er als Auslandskorrespondent für den Toronto Star'.
Van Paassen sprach niederländisch, französisch, englisch und ruthenisch (eine Sprache, die dem Ukrainischen verwandt ist und ihm erlaubte, mit vielen Russen zu kommunizieren). Später erlernte er noch hebräisch.
Er wurde bekannt durch seine Reportagen über die Konflikte zwischen Arabern, Briten, Juden und Franzosen im Mittleren Osten, sowie über den fortgesetzten afrikanischen Sklavenhandel und die kolonialen Probleme in Nordafrika und am Horn von Afrika. Er berichtete über Benito Mussolinis Abessinienkrieg, den Spanischen Bürgerkrieg und andere europäische und koloniale Konflikte.
1947 wurde Van Paassen US-amerikanischer Staatsbürger.

## Journalistische Karriere
Von den amerikanischen Boulevardzeitungen wurde van Paassen hauptsächlich für seine sensationsorientierten Reportagen, über die europäischen Krisen in der Zeit zwischen den Weltkriegen, engagiert. Während seiner ersten Reise nach Palästina, 1925, entwickelte er Hochachtung für die Arbeit der frühen jüdischen Siedler, die die Landwirtschaft und Industrie in der Region verbesserten. Später wurde er zu einem der ersten Nicht-Juden in Amerika, der positiv über den Kampf für eine jüdische Nation in Palästina berichtete. Auch später blieb er ein Unterstützer des Zionismus. Im Grunde war Van Paassen jedoch ein Christdemokratischer Sozialist, der sich, wie er es in seiner Autobiographie "Days of Our Years" ausdrückte, mit dem anhaltenden Kampf der Normalbürger für Gerechtigkeit beschäftigte. Er war ein überzeugter Gegner des Faschismus in Italien, Deutschland und Frankreich seit den 1920er Jahren. Im März 1933 verbrachte er 10 Tage als Gefangener im KZ Dachau, was seine Abneigung gegen die Faschisten noch verstärkte.
Allerdings ist der Wahrheitsgehalt von "Days of Our Years" inzwischen umstritten. Bei näherer Betrachtung stimmen einige Details der Erzählungen nicht mit geografischen oder geschichtlichen Gegebenheiten überein. Besonderen Spott brachte ihm die Geschichte über einen schwarzen Geisterhund, die er in seiner Autobiographie veröffentlichte, ein. Es muss daher davon ausgegangen werden, dass Van Paassen einige seiner Berichte mit Fantasie ausgeschmückt, wenn nicht gar gänzlich erfunden, hat.
Auch der Wahrheitsgehalt von seiner zweiten Autobiographie, "To Number Our Days", wird inzwischen angezweifelt. Im Internet Archive wird "To Number Our Days" als Sammlung von großtuerischen Lügen, fantastischen Erinnerungen und ausgeschmückter Geschichten beschrieben.
In diesem Buch beschreibt er unter anderem, wie er mit einer simplen Recherche Beweise dafür fand, dass der wegen Mordes verurteilte und später gelynchte jüdische Fabrikdirektor Leo Frank, unschuldig war. Allerdings sind die Beweise, die er angeblich fand, bei näherer Betrachtung offensichtliche Fabrikationen und die Details der Geschichte passen mit den tatsächlichen Gegebenheiten nicht zusammen.
Trotz dieser offensichtlichen Ungereimtheiten wurden Van Paassens Geschichten sogar in wissenschaftlichen Arbeiten als Quelle angegeben, wie z. B. in der Dissertation über den Fall Leo Frank von Leonard Dinnerstein (1966).

## Bücher
- Nazism: An Assault on Civilization (1934; co-editor and contributor)
- Days of our Years (1939; autobiography)
- Afraid of Victory (c. 1939–41)[7]
- The Battle for Jerusalem (1941; mit Wladimir Zeev Jabotinsky, John Henry Patterson und Josiah Wedgwood IV)
- The Time is Now! (1941)
- That Day Alone (1941)
- The Forgotten Ally  (1943)
- Earth Could Be Fair (1946)
- The Tower of Terzel (1948; novel)
- Palestine: Land of Israel (1948)
- Why Jesus Died (1949)
- Jerusalem Calling! (1950)
- Visions Rise and Change (1955)
- A Pilgrim's Vow (1956)
- A Crown of Fire: The Life and Times of Girolamo Savonarola (1960)
- To Number Of Our Days (1964)[8]